# Мелика

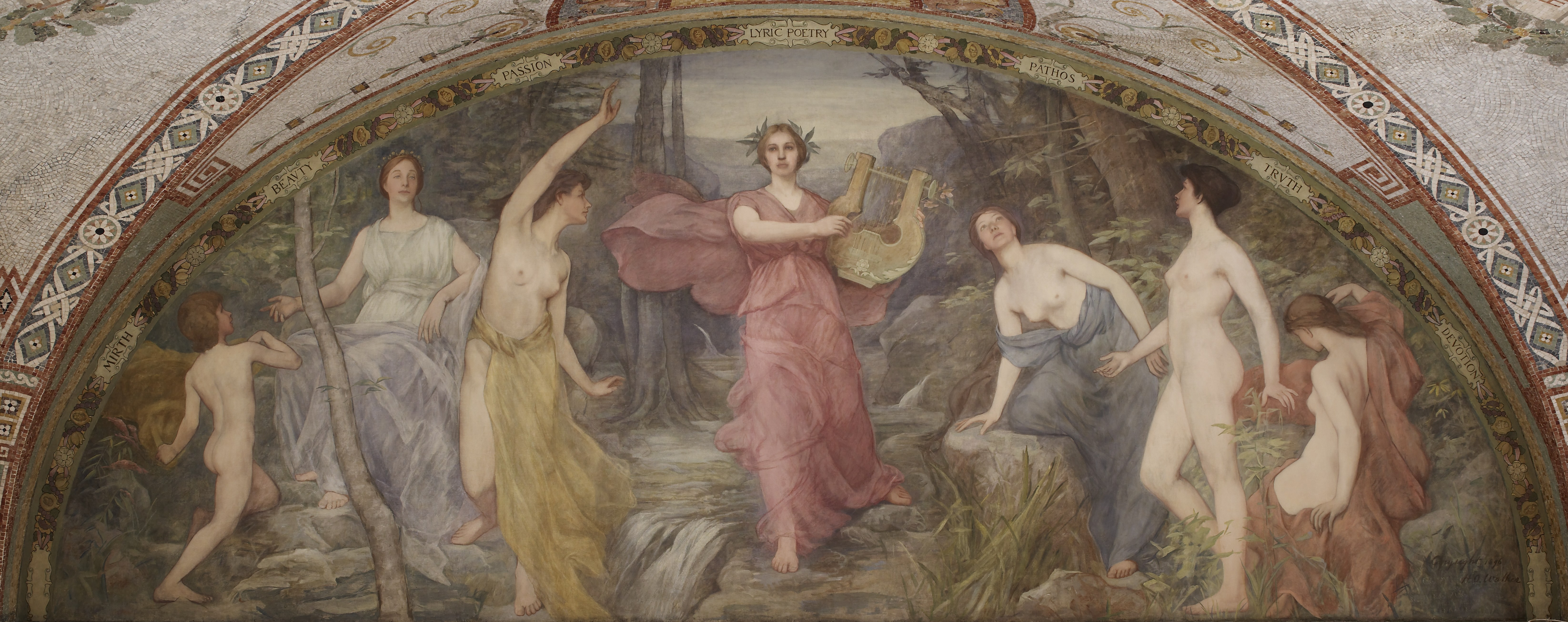
Генри Оливер Уолкер, «Лирическая поэзия» (1896)

Ме́лика (от греч. μελικός сопровождаемый пением, распеваемый стих) — в отечественной классической филологии общее название лирической поэзии древних греков, предназначенной для распевания сольно (в этом случае филологи говорят о «монодической мелике») или хором («хоровая мелика»). 

## Краткая характеристика
Термин «мелика» употребляется ограничительно — в основном, по отношению к канону «мелических поэтов» (см. Девять лириков). Сольная мелика использовалась для любовных песен, а хоровая — для исполнения гимнов в честь богов и людей.
Античное определение «хоровая» (в лирических жанрах) зачастую соответствует современному «ансамблевая». В классический период коллективы были, как правило, небольшими (даже в трагедии, например, хор состоял всего из 12 музыкантов), редко приближаясь по размеру к тому составу, который ныне классифицируется как «камерный хор» (в позднейшей античной комедии, например, хоровой коллектив состоял из 24 музыкантов). С музыкальной точки зрения как «монодическая», так и «хоровая» мелика распевалась одноголосно, принадлежала монодическому складу (в хоре — пение в унисон); по общему признанию, полифонии античность не знала. По типу стиха мелическая поэзия относится к силлабо-метрическому стихосложению, а сами мелические размеры также называются логаэдами. 
В широком смысле «мелическими» (если понимать под ними не только предназначенные, но и пригодные для распева стихи) у греков были не только силлабо-метрические, но и метрические стихи (например, распевались ямбы), что с очевидностью следует из сохранившихся памятников древнегреческой вокальной музыки. 
Несмотря на многие упоминания о распеве лирических стихов в художественной, справочной и научно-популярной литературе греков и римлян, никаких специфических (точно документированных) свидетельств о том, как именно взаимодействовали слово и музыка в мелической поэзии (например, у Сапфо или Стесихора), не сохранилось. Музыковеды и стиховеды, исследующие античное наследие, выдвигают на этот предмет прямо противоположные гипотезы (М.Л. Гаспаров называет противоположные партии «музистами» и «ритмистами»).

## Рецепция
Сборников мелики, в отличие от сборников эпиграмм, ни античность, ни византийская эпоха нам не оставили. Классическим сводом текстов древнегреческой лирики считается сборник, составленный немецким филологом Теодором Бергком "Poetae lyrici Graeci" (1-е изд. 1843 г.), который собрал в одном издании мелические фрагменты, рассеянные в виде цитат по самым разнообразным текстам различных эпох.

## Издания
- Древнегреческая мелика. Вступительная статья, комментарии, составление В. Ярхо. М.: Книга, 1988.